# Belong Together
Belong Together is een nummer van de Amerikaanse singer-songwriter Mark Ambor uit 2024.
"Belong Together" is het derde nummer van zijn debuut studioalbum Rockwood. De single ging viraal op de app TikTok, en werd net zoals zijn voorgaande single Good to Be vooral bekend op het Europese vasteland. Het nummer werd Big Hit op de radiozender MNM, en behaalde enkele weken later een nummer 1 plaats in de Vlaamse Ultratop 50. Ook in Nederland behaalde het nummer de eerste plaats in de Nederlandse Top 40. 

## Hitlijsten

### Ultratop 50 Vlaanderen
| Hitnotering van Belong Together: 13-04-2024 - 22-03-2025 | Hitnotering van Belong Together: 13-04-2024 - 22-03-2025 | Hitnotering van Belong Together: 13-04-2024 - 22-03-2025 | Hitnotering van Belong Together: 13-04-2024 - 22-03-2025 | Hitnotering van Belong Together: 13-04-2024 - 22-03-2025 | Hitnotering van Belong Together: 13-04-2024 - 22-03-2025 | Hitnotering van Belong Together: 13-04-2024 - 22-03-2025 | Hitnotering van Belong Together: 13-04-2024 - 22-03-2025 | Hitnotering van Belong Together: 13-04-2024 - 22-03-2025 | Hitnotering van Belong Together: 13-04-2024 - 22-03-2025 | Hitnotering van Belong Together: 13-04-2024 - 22-03-2025 | Hitnotering van Belong Together: 13-04-2024 - 22-03-2025 | Hitnotering van Belong Together: 13-04-2024 - 22-03-2025 | Hitnotering van Belong Together: 13-04-2024 - 22-03-2025 | Hitnotering van Belong Together: 13-04-2024 - 22-03-2025 | Hitnotering van Belong Together: 13-04-2024 - 22-03-2025 | Hitnotering van Belong Together: 13-04-2024 - 22-03-2025 |
| Week:                                                    | 1                                                        | 2                                                        | 3                                                        | 4                                                        | 5                                                        | 6                                                        | 7                                                        | 8                                                        | 9                                                        | 10                                                       | 11                                                       | 12                                                       | 13                                                       | 14                                                       | 15                                                       | 16                                                       |
| -------------------------------------------------------- | -------------------------------------------------------- | -------------------------------------------------------- | -------------------------------------------------------- | -------------------------------------------------------- | -------------------------------------------------------- | -------------------------------------------------------- | -------------------------------------------------------- | -------------------------------------------------------- | -------------------------------------------------------- | -------------------------------------------------------- | -------------------------------------------------------- | -------------------------------------------------------- | -------------------------------------------------------- | -------------------------------------------------------- | -------------------------------------------------------- | -------------------------------------------------------- |
| Positie:                                                 | 49                                                       | 33                                                       | 22                                                       | 23                                                       | 23                                                       | 3                                                        | 5                                                        | 7                                                        | 7                                                        | 9                                                        | 3                                                        | 3                                                        | 2                                                        | 1                                                        | 1                                                        | 2                                                        |
| Week:                                                    | 17                                                       | 18                                                       | 19                                                       | 20                                                       | 21                                                       | 22                                                       | 23                                                       | 24                                                       | 25                                                       | 26                                                       | 27                                                       | 28                                                       | 29                                                       | 30                                                       | 31                                                       | 32                                                       |
| Positie:                                                 | 2                                                        | 2                                                        | 3                                                        | 2                                                        | 7                                                        | 2                                                        | 5                                                        | 5                                                        | 7                                                        | 9                                                        | 10                                                       | 17                                                       | 10                                                       | 19                                                       | 19                                                       | 22                                                       |
| Week:                                                    | 33                                                       | 34                                                       | 35                                                       | 36                                                       | 37                                                       | 38                                                       | 39                                                       | 40                                                       | 41                                                       | 42                                                       | 43                                                       | 44                                                       | 45                                                       | 46                                                       | 47                                                       | 48                                                       |
| Positie:                                                 | 26                                                       | 34                                                       | 30                                                       | 34                                                       | 20                                                       | 23                                                       | 17                                                       | 20                                                       | 27                                                       | 28                                                       | 24                                                       | 37                                                       | 28                                                       | 34                                                       | 29                                                       | 29                                                       |
| Week:                                                    | 49                                                       |                                                          |                                                          |                                                          |                                                          |                                                          |                                                          |                                                          |                                                          |                                                          |                                                          |                                                          |                                                          |                                                          |                                                          |                                                          |
| Positie:                                                 | 45                                                       | uit                                                      |                                                          |                                                          |                                                          |                                                          |                                                          |                                                          |                                                          |                                                          |                                                          |                                                          |                                                          |                                                          |                                                          |                                                          |